# Johann Gottfried am Ende
Johann Gottfried am Ende (* 22. August 1752 in Voigtsdorf; † 17. April 1821 in Neustadt an der Orla) war ein evangelischer Theologe.

## Leben und Wirken
Der Sohn des Pastors und Seniors in Voigsdorf Christoph Gottfried Am Ende, hatte 1767 die  Fürstenschule St. Afra in Meißen besucht und sich am 2. Juni 1773 an der Universität Wittenberg immatrikuliert. Hier absolvierte er ein Studium der philosophischen und theologischen Wissenschaften. Am 17. Oktober 1776 hatte er sich den akademischen Grad eines Magisters der Philosophie erworben und wurde 1777 Substitut seines Vaters in seinem Geburtsort. 1789 wurde er Oberpfarrer und Superintendent in Liebenwerda, 1799 Superintendent in Neustadt an der Orla und erhielt 1817 die Doktorwürde der Theologie. In Neustadt verstarb er kinderlos 1821.

## Werke
- Oratio de aemulatione ingenia acuente. Wittenberg 1775
- Argumentum ab omnium gentium in statuenda natura aliqua diuina consensione petitum Ciceroni vindicatur illiusque vis exponitur. Wittenberg 1776
- Coniectura de loco Pauli 1 Cor. 5, 5. facilius interpretandi. Freiberg 1778
- De gentium profanarum precibus orantiumque habitu, Commentatio prior. Freiberg 1779
- Commentationes tres ad theologiam naturalem, antiquitatem et philologiam sacram pertinentes. Wittenberg 1781
- Der mit rechtschaffendem Herzen Jesu sich nahende Sünder bey der Beichte und Abendmahlshandlung; nebst einigen Psalmenerklärungen, Morgen- und Abendandachten. Chemnitz 1783
- Lehrbuch der christlichen Religion zum ausführlichen Unterricht der Jugend und allgemeinen Gebrauch. Chemnitz, 1785, 1793. 1818
- Neues Handbuch für Christen zum Privat- und Hausgottesdienst an Sonn- und Festtagen. Freiberg 1786–1787, 2. Teile
- Handbuch zur häuslichen Gottesverehrung an Sonn- und Festtagen für unstudierte Christen. Leipzig 1788 2. Teile
- Anmerkungen über einige Stellen des Briefs Pauli an die Galater. Freiberg 1789
- Epistolae Pauli ad Philippenses, ex recensione Griesbachii nova versione et annotitione perpetuo illustrandae. Specimen I.  Torgau 1789, Specimen II. Torgau 1792, 1808
- Einige Predigten für nachdenkende Christen, vorzüglich nach Bedürfnissen und Umständen unseres Zeitalters. Leipzig 1794
- Pauli Apostoli Epistola ad Philippenses, Graece; ex recensione Griesbachii, nova versione Latina et annotatione perpetua illustrata. Wittenberg 1798
- Die überwiegende Kraft der Religion Jesu bey ausserordentlichen Unglücksfällen; eine Predigt, im 5ten Sonntag nach Trinit oder den 8 Jul. 1798 in der Stadtkirche zu Liebenwerda gehalten, und zum Besten der durch eine heftige Feuersbrunst verunglückten Bürger und Einwohner herausgegeben. Torgau 1798
- Predigten,  bey einer Amtsveränderung gehalten. Neustadt an der Orla 1799
- Christliche Buss- Glaubens- und Tugendübungen, oder Betrachtungen und Gebete für Christen bey der Beicht- und Abendmahlshandlung, nebst einem dreyfachen Anhange welcher einige erklärte Psalmen, einige Lieder und verschiedenen Morgen und Abendgebete enthält. Neue Auflage (des mit rechtschaffenden Herzen zu Jesu sich nahenden Sünders u.s.w.) Chemnitz 1793
- Predigten an Fest- und Busstagen und bey besonderen Veranlassungen; nebst einigen Vorstellungsreden. Neustadt an der Orla 1804
- Predigten in den Jahren 1814 und 1815 bey besonders wichtigen und feyerlichen Gelegenheiten gehalten. Neustadt an der Orla 1818